# 라이프 온 마스 (2018년 드라마)
《라이프 온 마스》는 2018년 6월 9일부터 2018년 8월 5일까지 OCN에서 방영된 수사드라마이며, 2006년 영국 BBC의 드라마 《라이프 온 마스》를 리메이크하였다.

## 줄거리
2018년 대한민국에서 과학수사관으로 활동하던 한태주는 괴한의 총격으로 쓰러졌다가 깨어나 보니 자신이 1988년 인성시에 와 있는 것을 알게 된다. 이후 인성시 서부경찰서 강력반 반장으로 살아가는 이야기를 다루고 있다.

## 등장 인물

### 주요 인물
- 정경호 : 한태주 역 (아역 김민호) - 과학수사대 팀장(2018) → 인성시 서부경찰서 강력반 반장(1988)
- 박성웅 : 강동철 역 - 인성시 서부경찰서 강력반 계장
- 고아성 : 윤나영 역 - 인성시 서부경찰서 순경
- 오대환 : 이용기 역 - 인성시 서부경찰서 강력반 경사
- 노종현 : 조남식 역 - 인성시 서부경찰서 강력반 경장

### 1988년 인성시 - 태주네 가족
- 전석호 : 한충호 역 - 태주의 아버지, 제비
- 유지연 : 김미연 역 - 태주의 어머니, 미용사
- 김재경 : 한말숙 역 - 태주의 고모, 화장품 외판원

### 1988년 인성시 - 서부경찰서
- 김기천 : 박 소장 역 - 인성보건소 검시관
- 김영필 : 김경세 역 - 형사과장

### 2018년 서울
- 최승윤 : 김민석 역 (아역 오한결) - 매니큐어 살인사건 피의자, 연쇄살인범
- 전혜빈 : 정서현 역 (특별출연) - 태주의 전 약혼자, 검사

### 그 외 인물
- 강신철 : 조형사 역
- 고규필 : 인성상회 양씨 역
- 정지호 : 배 기자 역
- 박일 : 장원재 역 - 한태주의 담당 의사
- 손경원 : 노형사 역
- 권혁수
- 정지안 : 이승희 역 - 매니큐어 살인사건 피해자
- 신덕호
- 홍희원 : 김민석의 담당 변호사 역
- 차래형
- 조연우
- 정은성 : 이향자 역 - 양다방 종업원 살인사건 피해자
- 이형훈 : 약국 약사 역
- 이종혁
- 고한민
- 김학규
- 이자옥
- 정성호
- 김규섭
- 이재은
- 유용범
- 최남욱
- 김가영 : 양다방 마담 역
- 배호근 : 조팔봉 역 - 성지다방 DJ
- 홍부향 : 동성여관 청소 아줌마 역
- 박승태 : 경찰서에서 화장실이 어디냐고 묻는 인물 역
- 이병철 : 경찰 협조를 위해 모인 동네 통 · 반장 역
- 손수민
- 김우겸
- 김보리
- 라윤경
- 차승환
- 김대곤 : 박병두 역 - 소매치기범
- 김형기
- 윤슬 : 이점순 역 - 소매치기 상해 피해자
- 김혜란 : 간호사 역
- 홍석빈 : 전당포 이 사장 역
- 박상준
- 정명준 : 인성시 경찰서 김과장 역 - 경찰특공대장
- 권순준 : 이점순의 아들 역
- 허선행
- 금동현 : 이창기 역 - 마을 이장
- 이봉련 : 유순희 역 - 영주 엄마
- 김미경
- 유금
- 표은진
- 손정림
- 유연 : 이선자 역
- 임지수
- 전병욱
- 동효희
- 오아린 : 영주 역
- 배민서
- 최불암 : TV 속 드라마 수사반장에 나오는 인물 역 (TV 속 영상 출연)
- 박유밀
- 백수장
- 문우진 : 경호 역
- 주석태 : 이강헌 역
- 한사명
- 김준배 : 오종만 역
- 이규섭
- 장준호
- 심재현
- 윤복성
- 최나무
- 홍경 : 오영수 역
- 이동용
- 신승용
- 서진원 : 배상문 역
- 이진수
- 이마루
- 한예주
- 곽정욱 : 김현석 역
- 오창석
- 김세준
- 송영학
- 고병택
- 조기성
- 윤종원
- 박익준
- 김건우
- 이동렬
- 최현준
- 최윤빈
- 김정팔
- 정영기
- 문숙 : 한태주의 어머니 역
- 최승윤
- 문바롬
- 김화영
- 김지수
- 이승훈
- 심윤보
- 김주원
- 민정섭
- 이승훈
- 좌채원
- 김재흠
- 하성광 : 2018년 김현석 역
- 곽영웅
- 박용
- 정우영
- 이지하 : 한태주의 고모 역
- 전준우
- 김지현
- 정원태
- 이원진
- 정민아 : 다방 직원 역

### 특별출연
- 최진호 : 안민식 역
- 최화정 : 라디오 DJ 역
- 신은정 : 강동철의 아내 경화 역
- 조우리 : 강정희 역
- 박정수 : 강동철의 장모 역

## 원작과의 비교
본 드라마는 2006년 영국 BBC의 수사드라마 《라이프 온 마스》를 바탕으로 리메이크한 작품이지만, 한국판에서는 새로 각색된 부분이 있다. 대표적인 것은 다음과 같다.
- 원작에서는 주인공 샘 타일러가 연쇄살인범 용의자를 심문하는 과정에서 허점이 드러나 그냥 풀어주지만, 한국판에서는 주인공 한태주가 용의자를 재판까지 넘겨 혐의를 입증할 만한 증거를 제출했으나 스스로 증거 오염의 가능성을 제기하면서 무용지물이 되는 전개다.
- 현재에서 과거로 넘어가는 순간도 몇 가지 차이점이 있다.

1. 원작에서는 여자친구의 실종으로 방황하다가 차에 치이는 장면으로 넘어간다. 한국판에서는 경찰력을 동원해 유괴범을 뒤쫓아 붙잡는 데까지 성공하나, 또 다른 공범이 총을 들이대면서 풀어준 뒤 반격하려다 머리에 총상을 입는다. 그 후 비틀거리며 경찰차로 돌아가다가 다른 차에 치이는 것으로 전개된다.
2. 드라마의 제목이기도 한 데이비드 보위의 노래 〈Life on Mars?〉가 두 작품에서 모두 등장한다. 다만, 원작에서는 주인공이 미리부터 틀어놓던 노래였고, 과거로 넘어갈 때까지 계속해서 배경음악으로 흘러나오는 반면, 한국판에서는 한 경찰차에서 흘러나오는 노래로 삽입되었으며 주인공이 차에 치이는 순간 노래가 그친다.
3. 과거로 넘어간 뒤, 원작에서는 어느 공터에서 깨어나 옛 포드 그라나다로 변해버린 차로 다가갔다가 한 경찰의 안내로 경찰서로 향하게 되지만, 한국판에서는 도로 한가운데에서 깨어나 그곳에 있던 형사들과 조우해 경찰서로 향한다.
4. 원작에서는 주인공이 소속된 관할경찰서 (맨체스터 경찰청)가 과거로 와서도 그대로지만, 한국판에서는 서울지방경찰청에서 가상의 경찰서인 '인성시 서부경찰서'로 바뀐다는 점이 다르다. 다만, 과거에서 전근 증명서를 갖고 있다는 설정은 동일하다.

- 순경의 안내를 받아 어느 집에서 세들어 살게 된 주인공이 문득 잠에서 깨어나 TV 속에 있는 환상을 보는 장면도 차이가 있다. 원작에서는 70년대 BBC의 조정화면으로 쓰였던 인형을 든 소녀 (test card girl)를 만난다면, 한국판에서는 80년대 인기 드라마 《수사반장》의 출연배우인 최불암을 만나게 된다.

## 촬영지
- 국립해양박물관 - 2018년 서울지방경찰청
- 강서도시재생열린지원센터 - 서부보건소
- 구 충남도청 - 1988년 인성시 서부경찰서
- 양다방
- 낙동강 하구 을숙도
- 덕하역
- 아홉산숲
- 양산공설운동장 - 해태vs삼성 야구장

## 시청률
최저 시청률과 최고 시청률은 시청률 조사회사와 지역별로 시청률에 차이가 있을 수 있습니다.
| 2018년 | 2018년   | 2018년     | 2018년      | 2018년 |
| 회차   | 방송일   | AGB 시청률 | TNmS 시청률 |        |
| ------ | -------- | ---------- | ----------- | ------ |
| 1화    | 6월 9일  | 2.081%     | 2.2%        |        |
| 2화    | 6월 10일 | 3.122%     | %           |        |
| 3화    | 6월 16일 | 3.268%     | %           |        |
| 4화    | 6월 17일 | 3.762%     | %           |        |
| 5화    | 6월 23일 | 3.098%     | 3.5%        |        |
| 6화    | 6월 24일 | 3.969%     | 4.9%        |        |
| 7화    | 6월 30일 | 3.817%     | %           |        |
| 8화    | 7월 1일  | 4.681%     | 5.1%        |        |
| 9화    | 7월 14일 | 3.980%     | 4.2%        |        |
| 10화   | 7월 15일 | 4.170%     | 5.2%        |        |
| 11화   | 7월 21일 | 3.893%     | 4.9%        |        |
| 12화   | 7월 22일 | 4.834%     | 5.7%        |        |
| 13화   | 7월 28일 | 3.933%     | %           |        |
| 14화   | 7월 29일 | 4.695%     | %           |        |
| 15화   | 8월 4일  | 4.657%     | 4.7%        |        |
| 16화   | 8월 5일  | 5.851%     | 6.0%        |        |

## 같이 보기
- 라이프 온 마스 - 영국의 드라마
- 형사 드라마
- 타임슬립
- 대한민국의 텔레비전 드라마 목록 (ㄹ)
- 2018년 대한민국의 텔레비전 드라마 목록